# Charlie Frazier
L. Charles Frazier (Radford (Virginia), 17 augustus 1907 - Port Charlotte, Florida, 3 september 2002) was een Amerikaanse jazzmusicus, die tenorsaxofoon, fluit en klarinet speelde.

## Biografie
Frazier werkte in het Jacksonville Harmony Trio, waarmee hij in 1927 in Savannah plaatopnames maakte voor Victor Records. Vanaf 1929 was hij lid van het orkest van King Oliver, tevens werkte hij o.a. met James P. Johnson, Dave Nelson and the King’s Men, Willie Bryant, Blanche Calloway en Putney Dandridge. Van 1937 tot 1944 speelde hij bij Jimmy Dorsey, in 1945 werkte hij bij George Paxton en in 1947 bij Cab Calloway. In de jaren 50 en 60 werkte hij met Wini Brown, Budd Johnson en Harry Dial. Zijn laatste opnames waren in 1980 met de Harlem Blues and Jazz Band (o.a. met Eddie Durham, Ram Ramirez en Tommy Benford), waarmee hij ook optrad. Frazier was in de jaren 1927-1980 betrokken bij 161 opnamesessies.